# 硫化铥
硫化铥是一种无机化合物，化学式为Tm2S3。它可由铥和硫在氯化钠熔体中于850 °C反应得到，或氧化铥和硫化氢在1200~1300 °C的反应来制备。
它和三氟化铥在高温反应，可以得到TmSF。它和硫氧化铀（UOS）在高温反应，可以得到(UO)2TmS3。